# 白いGradation
『白いGradation』(しろいグラデーション)は、大黒摩季の7thシングル。CDコードはBGDH-1032。

## 概要
前作「あなただけ見つめてる」がヒット中に2作同時にTOP10にランクイン、3週連続5位をキープし50万枚近くの売上げでヒットした。スキー用品店Victoriaのタイアップからの書き下ろしであった。
CDジャケットの撮影で、カメラマンやディレクターとさまざまなテイクを選んだ際、「これは熊みたいだからやめよう」、「これはおばさんみたいだからやめよう」と言われ、本人は表面上は笑っていたが、実はマネージャーの掌に血管怒りマークを書いて傷ついていたという。
タイトルの意味は、「心の中のグラデーション」。（実際の色彩・色調では「白いグラデーション」は存在しない。）

## 収録曲
1. 白いGradation　[3:54]
作詞・作曲：大黒摩季　編曲：葉山たけし
Victoria CFイメージソング
2. Everybody, Groove!!　[4:54]
作詞・作曲：大黒摩季　編曲：葉山たけし
今までどのアルバムにも未収録状態となっていたが、2016年に発売されたオールタイム・ベストアルバム『Greatest Hits 1991-2016 〜All Singles +〜』内の【BIG盤】にて初めて収録された。
3. 白いGradation （オリジナル・カラオケ）　[3:52]
4. Everybody, Groove!! （オリジナル・カラオケ）　[4:52]

## 収録アルバム
白いGradation
- 永遠の夢に向かって

アルバム収録バージョンはリミックスであり、イントロのエフェクトと全体にわたってのピアノ音が消されている。
- MAKI OHGURO BEST OF BEST〜All Singles Collection〜
- Greatest Hits 1991-2016 〜All Singles +〜

Everybody,Groove!! 
- Greatest Hits 1991-2016 〜All Singles +〜（BIG盤のみ）